# Lycaena elbursina
Lycaena elbursina är en fjärilsart som beskrevs av Pfeiffer 1937. Lycaena elbursina ingår i släktet Lycaena och familjen juvelvingar. Inga underarter finns listade i Catalogue of Life.